# Fugloyarfjørður
Fugloyarfjørður (dansk: Fugleøfjorden) er et 3,9 km langt sund mellem øerne Fugloy i nord og Svínoy i syd i den nordøstlige del af Færøerne.. 
Der er bådforbindelse med passager og fragtfærgen M/S Ritan der  flere gange om dagen sejler fra havnen i Hvannasund (Viðoy) gennem Fugloyarfjørður til øerne Svínoy og Fugloy

## Dampskibet "Sauternes"
Under 2. verdenskrig, den 7. december 1941, sank dampskibet Sauternes i Fugloyarfjørður, delvis som følge af en kommunikationsfejl. Dette var under et dramatisk uvejr, og mandskabet telegraferede til  Tórshavn, at skibet havde søgt ly i Fugloyarfjørður. Telegrammet blev mistolket, idet personalet i Tórshavn troede, de mente Fuglafjørður, som var en sikker havn. Skibet fik den skæbnesvangre ordre om at ankre op, og under aftenen og natten sled skibet sig løs. Mandskabet på "Sauternes" forsøgte forgæves at ankre op på ny, men skibet drev videre ind i mod Svínoys kyster, og til sidst blev skibet sænket af tre efterfølgende kæmpebølger. 25 mennesker mistede livet. Folkene på Fugloy, som havde fulgt med i den desperate kamp, kunne ikke gøre noget. Dagen efter kom mange vragrester fra skibet i land på øen.